# Jean-Claude Mornard
Jean-Claude Mornard, né le 10 avril 1964 à Verviers (province de Liège), est un peintre, dessinateur, producteur, réalisateur et comédien belge, ancien élève de l'Académie royale des beaux-arts de Liège.

## Biographie
Jean-Claude Mornard naît le 10 avril 1964 à Verviers.

### Divers
Jean-Claude Mornard est membre de plusieurs associations holmésiennes (c'est-à-dire pratiquant l'holmésologie et le Game (en) selon les principes établis par Ronald Knox) : la Société Sherlock Holmes de France (ou Les Quinquaillers de la Franco-Midland), The Elusive Bicyclist, La seconde tache. Il est également président de La Société Sherlock Holmes de Belgique (ou Le peloton des Cyclistes Solitaires),.

## Travaux

### Peinture
Jean-Claude Mornard peint des personnages empruntés à la télévision, au cinéma ou à l'histoire contemporaine, placés dans des situations quotidiennes : Zorro buvant une bière, Landru à la plage, etc. 
Au début des années 1990, il fait partie de l'équipe chargée de concevoir et peindre les décors grandeur nature de l'exposition Tout Hergé. Ses œuvres ont été montrées au cours de nombreuses expositions personnelles ou collectives depuis 1986, principalement en Belgique mais aussi à New York en 1991,. Jean-Claude Mornard réalise également une partie des fresques sur métal, en hommage à John Cockerill, à Seraing, en 1991, fresques qui ont été enlevées en raison des intempéries.
Il travaille régulièrement avec la galerie Orpheu à Liège.

#### Analyses
Le peintre ne fait pas l'unanimité. Le critique Jean Jour, trouve sa peinture « vulgaire » et, à propos de l'exposition Le cri du vol au vent le soir au bord de l'eau (2005), écrit : 

« La violence des couleurs primaires, bien dans le ton de l'ensemble, accentue le malaise d'un regard qui ne peut déceler aucune beauté dans ce show. »

 Le critique Jacques Parisse a écrit « Mornard voit le quotidien en technicolor » » et « C'est de l'excellente peinture qui, signe d'intelligence, ne se prend pas au sérieux » » (in La Wallonie).

### Dessin
En tant que dessinateur, Jean-Claude Mornard signe des gags consacrés à Sherlock Holmes sur le site de la Société Sherlock Holmes de France et, pour le journal holmésien Le Quincahier, une adaptation en bande dessinée d'un pastiche holmésien (The Adventure of the Acephalous Agronomist, de Vincent Starett : 107 mots). Il participe à l'exposition Sherlock Holmes en Bulle.
Dans les années 1990, il contribue au fanzine La Byrouth des Épices, avec les albums suivants : Les Aventures du Gentil Roger en deux volumes ; Le Gentil Roger contre-attaque ; Le Gentil Roger nous enterrera tous et  Jim Branlette mène l'enquête.
En tant que dessinateur ou éditeur (le fanzine Steak Tartare), il participe au fanzinat underground principalement sous le pseudonyme de rigor mortis.
En 2004, il publie un album biographique racontant l'internement au fort de Breendonk du peintre Jacques Ochs durant la Seconde Guerre mondiale. Cet album est édité par l'échevinat de l'instruction publique de la ville de Liège afin d'être distribué gratuitement dans les écoles.
En 2012, paraît une bande dessinée historique de Jean-Claude Mornard à l'occasion des 700 ans des évènements du Mal Saint-Martin, accompagnée d'une exposition des dessins originaux dans la basilique Saint-Martin à Liège.
Jean-Claude Mornard est chargé de cours à l'Académie royale des beaux-arts de Liège depuis 1991.

### Cinéma
En 2016, Jean-Claude Mornard réalise, écrit, produit, et interprète le rôle titre dans un court métrage d'inspiration surréaliste, librement adapté des aventures de Harry Dickson. Ce court métrage est dédié à Jean Ray, Jean Rollin et Louis Feuillade.
Mornard travaille également dans le domaine du doublage dans les films : Razors, le retour de Jack l'éventreur de Ian Powell et Karl Ward : Professeur Wise (Thomas Thoroe) ; Iron Thor de Brett Kelly : Odin (Brett Kelly) et Aliens VS Titanic de Jeff Leroy : (Narrateur).

## Œuvre

### Illustrations
- Les Errances de Sherlock Holmes de Jean-François Sterell, Fougères, 2011  (ISBN 9782953464603) lire sur Google Livres

### Albums de bande dessinée
- Jean-Claude Mornard, Ochs, Liège, édité par l'échevinat de l'instruction publique, 2004album BD à caractère pédagogique destiné à être distribué gratuitement dans les écoles.

#### Articles
- Jean Jour, « Cinéma, nostalgie, humour... », La Libre Belgique,‎ 7 septembre 2009 (lire en ligne, consulté le 3 janvier 2023).